# 五十嵐将司
五十嵐 将司（いがらし まさし、1977年4月19日 - ）は、日本のプロゴルファー。フリー。
千葉県出身。日本大学を卒業。1999年、日本アマチュア・マッチプレーゴルフ選手権競技でベスト8となる。		